# Przygody Koziołka Matołka
Przygody Koziołka Matołka – polska bajka muzyczna, zrealizowana na podstawie książek o Koziołku Matołku autorstwa Kornela Makuszyńskiego. Przypuszczalnie najdłuższa polska bajka muzyczna ze wszystkich, bo w czterech częściach i wymagająca dwóch płyt gramofonowych.
Słuchowisko to zostało wydane w 1971 roku przez Polskie Nagrania „Muza”, osobno w wersjach mono- (XL 0777, XL 0898) i stereofonicznych (SX 0777 - część I i II, SX 0898 - część III i IV). Płyty kosztowały wówczas po 130 zł. Ukazało się również wydanie na dwóch kasetach magnetofonowych (CK 023 - część I i II, CK 024 - część III i IV). W późniejszych latach, Polskie Nagrania Muza opublikowały tę bajkę w postaci dwóch płyt kompaktowych (PNCD 527 A - część I i II, PNCD 527 B - część III i IV).
Przygody Koziołka Matołka zawierają fragment piosenki "Trudno" w wykonaniu Hanki Ordonówny, jako utworu, który wzbudza u Koziołka Matołka tęsknotę za krajem.

## Twórcy
- tekst: Kornel Makuszyński
- muzyka: Marek Sewen
- recytuje: Henryk Boukołowski
- Zespół instrumentalny pod kierownictwem Marka Sewena
- reżyser: Zofia Gajewska
- operator dźwięku: Jacek Złotkowski
- rysunki (na okładkach): Marian Walentynowicz
- druk okładki: WDA